# To je avantura, Charlie Brown
To je pustolovina, Charlie Brown (engl. It's an Adventure, Charlie Brown) je 25. animirani televizijski film u udarnom terminu zasnovan na popularnom stripu Peanuts koji je stvorio Charles M. Schulz. Izvorno je emitiran na mreži DZS 16. svibnja 1983. godine., a 2001. godine izdan na VHS-u.

## Radnja
Posebnost je kompilacija koja se sastoji od osam pojedinačnih priča prilagođenih pričama u stripu:
- Vreća: Charlie Brown ima halucinacije kao rezultat osipa na zatiljku nalik na šavove bejzbola, a najizraženije sunce najviše vidi kao bejzbol. Nakon savjetovanja sa svojim liječnikom, odlazi u kamp pokušavajući preboljeti svoje halucinacije. Kako bi sakrio osip, stavlja papirnatu vrećicu preko glave. Kamperi Charlieja Browna počinju ga zvati "Vreća" i biraju ga za predsjednika kampa, neprestano iskazujući svoje poštovanje i divljenje prema njemu. Kad sljedećeg jutra makne vreću, opet postaje nepopularan. Charlie Brown gleda kako sunce izlazi, bojeći se da će se pojaviti kao bejzbol u usponu. Umjesto toga, sunce zamjenjuje maskota časopisa MAD Magazin Alfred E. Neuman.
- Kadija: Peppermint Patty i Marcie postaju golf kadije. Prisiljeni su na posao s neprijatnim nadzornikom i parom golferica čija prepirka izrodi u nasilje. Ispunjeni svojim dužnostima, napustili su posao, ali ne prije nego što su zaradili 1 USD.
- Zmaj: Charlie Brown, bolestan od Drva Zmajoždera, grize ga kao odmazdu jer je pojeo njegove zmajeve. Ubrzo nakon toga, dobiva pismo Agencije za zaštitu okoliša u kojem prijeti akcijom protiv njega. Kako bi izbjegao EPA, Charlie Brown bježi od kuće. Zaluta u neobičan kraj i prihvati ponudu za posao trenera mlađeg bejzbolskog tima, iako to zahtijeva da noću spava u kartonskoj kutiji. Charlie Brown stječe poštovanje i divljenje svojih igrača unatoč njihovoj nesposobnosti. Otkriva da je prva utakmica njegove nove momčadi protiv njegove stare. Stari suigrači Charlieja Browna obavještavaju ga da se može vratiti kući, jer je drvo koje jede zmajeve prenijelo u oluji, čime je očistilo njegovo ime.
- Pjesma: Lucy dolazi Schroederovoj kući, nervira ga dok pokušava odsvirati mnoge skladbe.
- Sally: Sally na satu priča viceve. (Ova je priča dodana u sklopu emisije Charlie Brown i Snoopy Show.)
- Leptir: Pepermint Patty zaspi s leptirom naslonjenim na nos, a Marcie je zavarava vjerujući da se pretvorila u anđela. Pepermint Patty pokušava kontaktirati vjerske vođe kako bi podijelila njezinu priču, ali nije uspjela.
- Deka: Lucy se dva puta pokušava riješiti Linusove deke: prvo zakopavanjem, a kasnije pretvaranjem u zmaja i puštanjem. Kad se odvoji od pokrivača, Linus napadne paniku i očajnički ga želi pronaći. Srećom, Snoopy se jako trudi vratiti mu pokrivač oba puta.
- Woodstock: Woodstock izvodi mnoge svoje ludorije ispred Snoopyja, koji drijema popodne. (Ova je priča dodana u sklopu emisije Charlie Brown i Snoopy Show.)

## Glasovi
Film je sinkroniziran za VHS izdanje.
- Izdavač: Blitz film i video
- Nakladnička cjelina: Blitz Baby

Provjerite podatak s odjavne špice koji je pripovjedan iz crtanog filma.